# Turó de Mas Balances
El Turó de Mas de Balances és una muntanya de 591 metres que es troba al municipi de Valls, a la comarca de l'Alt Camp.